# Nicola Restaino
Nicola Restaino (Acerenza, 30 ottobre 1907 – Roma, 5 aprile 1985) è stato un magistrato italiano.
Dapprima Giudice presso la Pretura di Minervino Murge all'età di 22 anni, divenne in seguito Pretore presso il mandamento di Barletta dove rimase per 18 anni. Venne destinato alla Corte d'Appello di Bari, presso cui fu anche supplente della Corte d'Assise. Fu, inoltre, vice-pretore nella pretura unificata di Napoli nel triennio 1929-1931. Divenne poi, presidente della 3ª Sezione Penale presso la Corte suprema di Cassazione e membro togato del Consiglio Superiore della Magistratura dal 1972 al 1976, della cui consiliatura era vice-presidente Giacinto Bosco e presidente Giovanni Leone.

## Pubblicazioni
- L' esecuzione coattiva in forma specifica, dott.Nicola Restaino. Il nuovo diritto, 1948.[3]